# Museumplein
La Museumplein és una plaça de la ciutat d'Amsterdam als Països Baixos. La plaça es coneix com a "Museumplein" perquè quatre museus es troben al voltant de la plaça, així com la sala de concerts: 
- El Rijksmuseum
- El Museu Van Gogh
- El Stedelijk Museum
- Museu del Diamant.
- Concertgebouw

La plaça va ser construïda en 1999 per Sven-Ingvar Andersson. S'utilitza per esdeveniments com festivals, celebracions i manifestacions diverses.
Inclou espais d'estacionament subterrani i un supermercat subterrani. A l'hivern, l'estany pot transformar-se en una àrea de patinatge sobre gel artificial.